# 1989 FG
1989 FG är en asteroid i huvudbältet som upptäcktes den 29 mars 1989 av de båda japanska astronomerna Takeshi Urata och Kenzo Suzuki i Toyota.
Den tillhör asteroidgruppen Astraea.